# Tripterygiidae

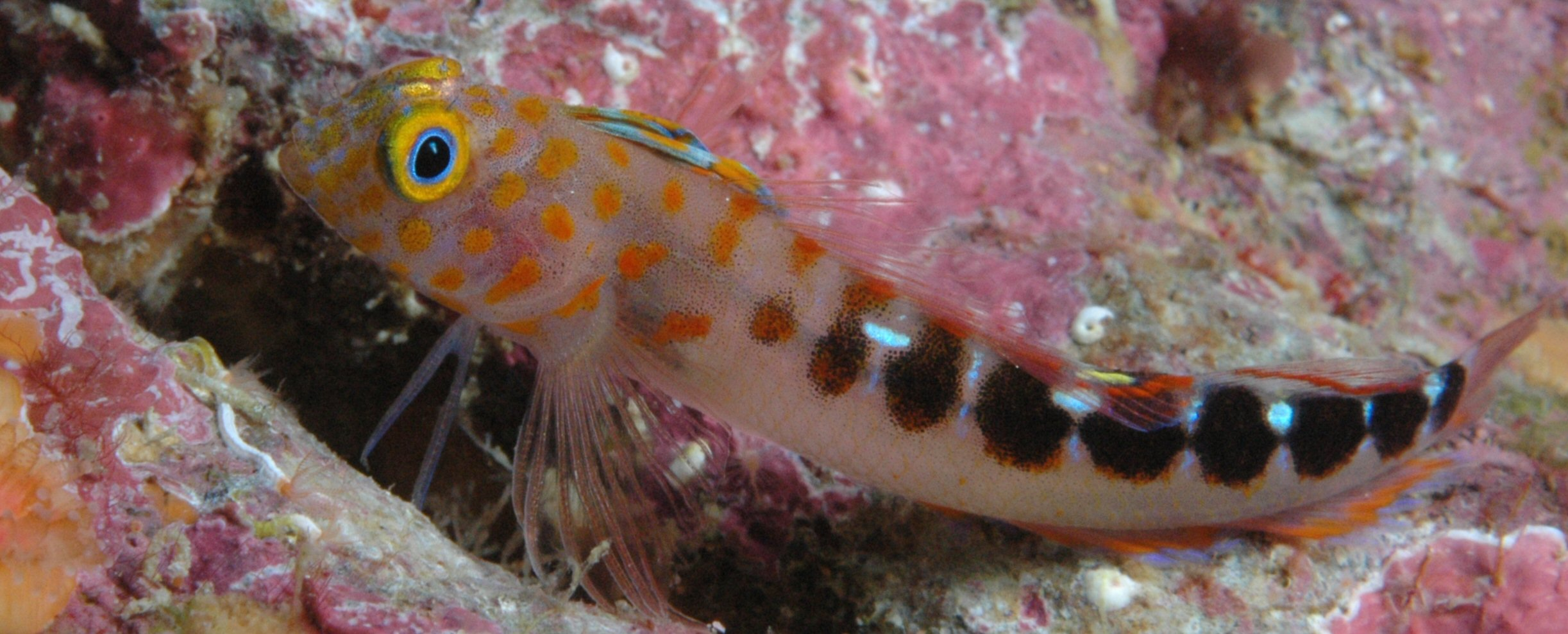
Notoclinops caerulepunctus

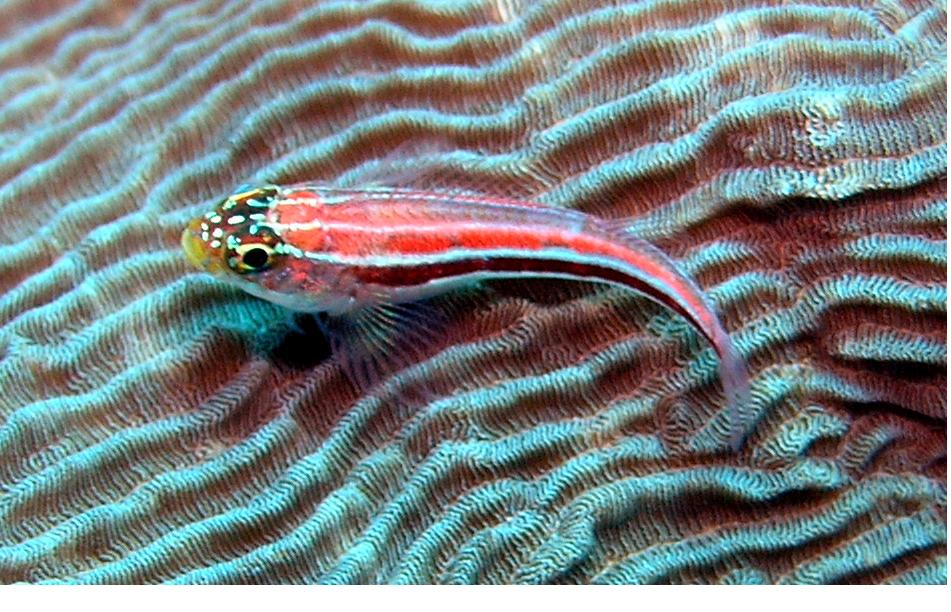
Helcogramma striatum

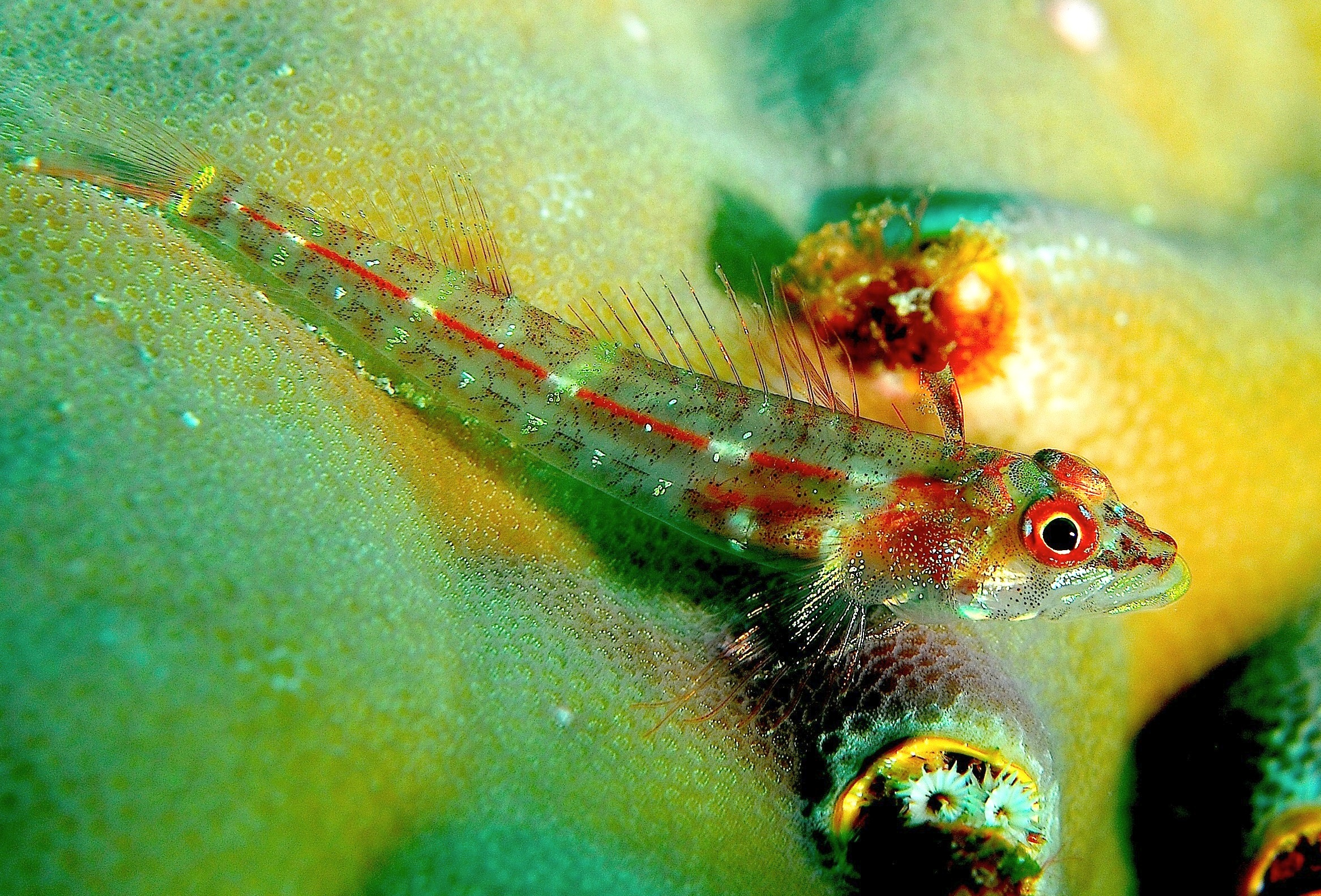
Helcogramma gymnauchen

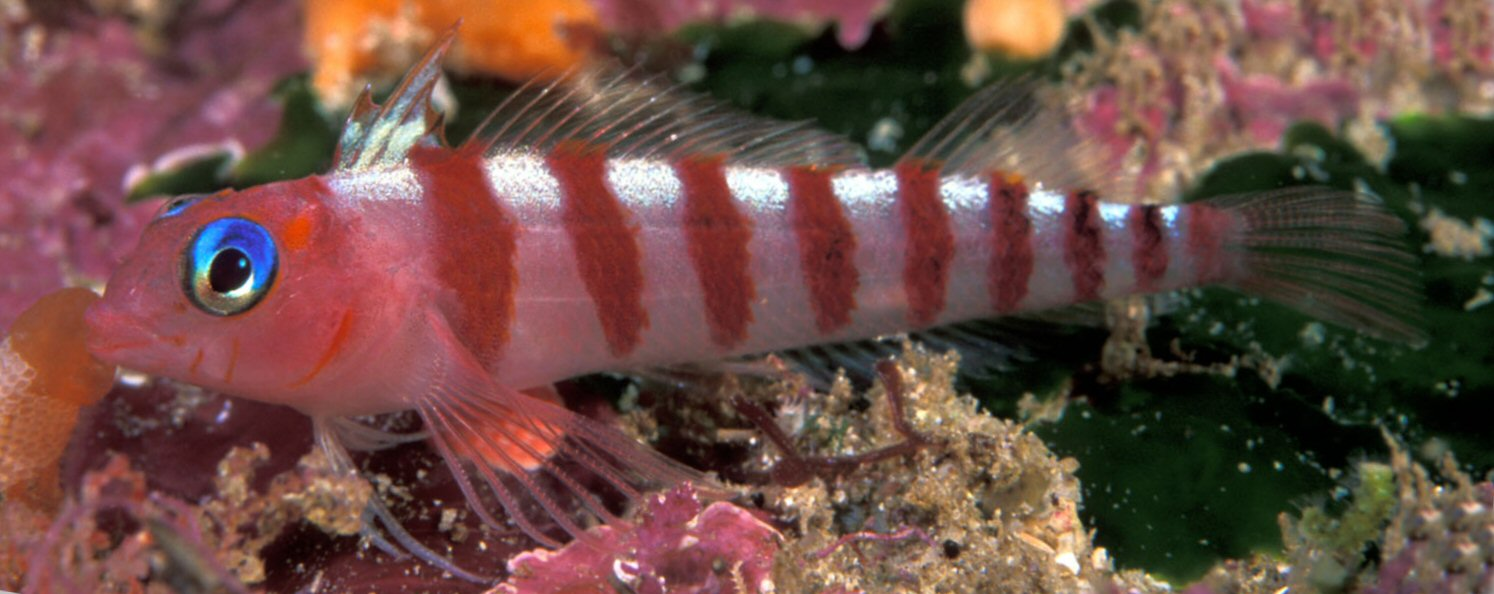
Notoclinops segmentatus

Los blénidos trescolas son la familia Tripterygiidae (tripterígidos), una familia de peces marinos incluida en el orden Perciformes. Se pueden encontrar en aguas templadas y tropicales de casi todo el mundo. El nombre de la familia deriva del griego tripteros, que significa con tres alas.

## Morfología
La mayoría de las especies no superan los 6 cm de longitud. La forma del cuerpo es idéntica a la de los blénidos, difiriendo de estos en que tienen una aleta dorsal separada en tres partes, de ahí su nombre. Las aletas pélvicas tienen una espina y la larga aleta anal tiene dos espinas. Las aletas pectorales son muy alargadas y las extienden en forma de abanico.
Están fuertemente coloreados, por razones de camuflaje, lo que los hace muy populares en acuariofilia.
Muchas especies presentan dicromatismo sexual, con las hembras de colores más apagados que los machos y con estos últimos presentando una larga segunda aleta dorsal en algunas especies.

## Hábitat
Es un pez de hábitos bentónicos, que vive posado sobre el coral o las rocas, en aguas claras y con alta insolación, como los charcos mareales en los arrecifes de coral, donde presentan una alta territorialidad. Se alimentan de pequeños invertebrados.

## Géneros
Existen unas 170 especies agrupadas en unos 30 géneros:
- Subfamilia Notoclininae Fricke, 2009:
  - Brachynectes Scott, 1957
  - Notoclinus Gill, 1893

- Subfamilia Tripterygiinae Whitley, 1931:
  - Acanthanectes Holleman & Buxton, 1993
  - Apopterygion Kuiter, 1986
  - Axoclinus Fowler, 1944
  - Bellapiscis Hardy, 1987
  - Blennodon Hardy, 1987
  - Ceratobregma Holleman, 1987
  - Cremnochorites Holleman, 1982
  - Crocodilichthys Allen & Robertson, 1991
  - Cryptichthys Hardy, 1987
  - Enneanectes Jordan & Evermann, 1895
  - Enneapterygius Rüppell, 1835
  - Forsterygion Whitley & Phillipps, 1939
  - Gilloblennius Whitley & Phillipps, 1939
  - Helcogramma McCulloch & Waite, 1918
  - Helcogrammoides Rosenblatt, 1990
  - Karalepis Hardy, 1984
  - Lepidoblennius Steindachner, 1867
  - Lepidonectes Bussing, 1991
  - Matanui Jawad & Clements, 2004
  - Norfolkia Fowler, 1953
  - Notoclinops Whitley, 1930
  - Ruanoho Hardy, 1986
  - Springerichthys Shen, 1994
  - Trianectes McCulloch & Waite, 1918
  - Trinorfolkia Fricke, 1994
  - Tripterygion Risso, 1827
    - Tripterygion chilensis - tomollo de tres aletas.

  - Ucla Holleman, 1993